# Lochotínský okruh
Bývalá Liga čs. motoristů v Plzni pořádala v letech 1933—1938 celkem šest silničních závodů přístupných pro motocykly a od roku 1934 též pro automobily, a to na tak zvaném Lochotínském okruhu, na severním okraji Plzně. Po II. světové válce byl pořadatel Autoklub Plzeň a později pobočka Svazarmu. V období 1933–1955 se konalo celkem 11 ročníků pro motocykly a 6 z nich i pro automobily (1934–1938, 1949).

## Závody automobilů a motocyklů
Prvním významným motoristickým podnikem v Plzni byl závod do vrchu Lochotín-Třemošná.  Ten se uskutečnil v "předvečer" I. světové války (28. června 1914), v den sarajevského atentátu. Na trati dlouhé 6,1 km, která vedla přes Zavadilku, Bolevec a končila před vjezdem do Třemošné, bojovali jezdci ve dvou kategoriích, motocykly a automobily. Trať byla prašná, ale závodníci na ní dosahovali průměrné rychlosti až 90 km/hod. Nejrychlejším vozem dne, ze 40 účastníků, byl vůz Praga, který startoval ve třídě do 4 l. Projel trať, řízen továrním jezdcem ing. Josefem Žákem, za 7:06,3 min. Ing. Josef Žák zahynul v roce 1921 při závodu Zbraslav-Jíloviště.

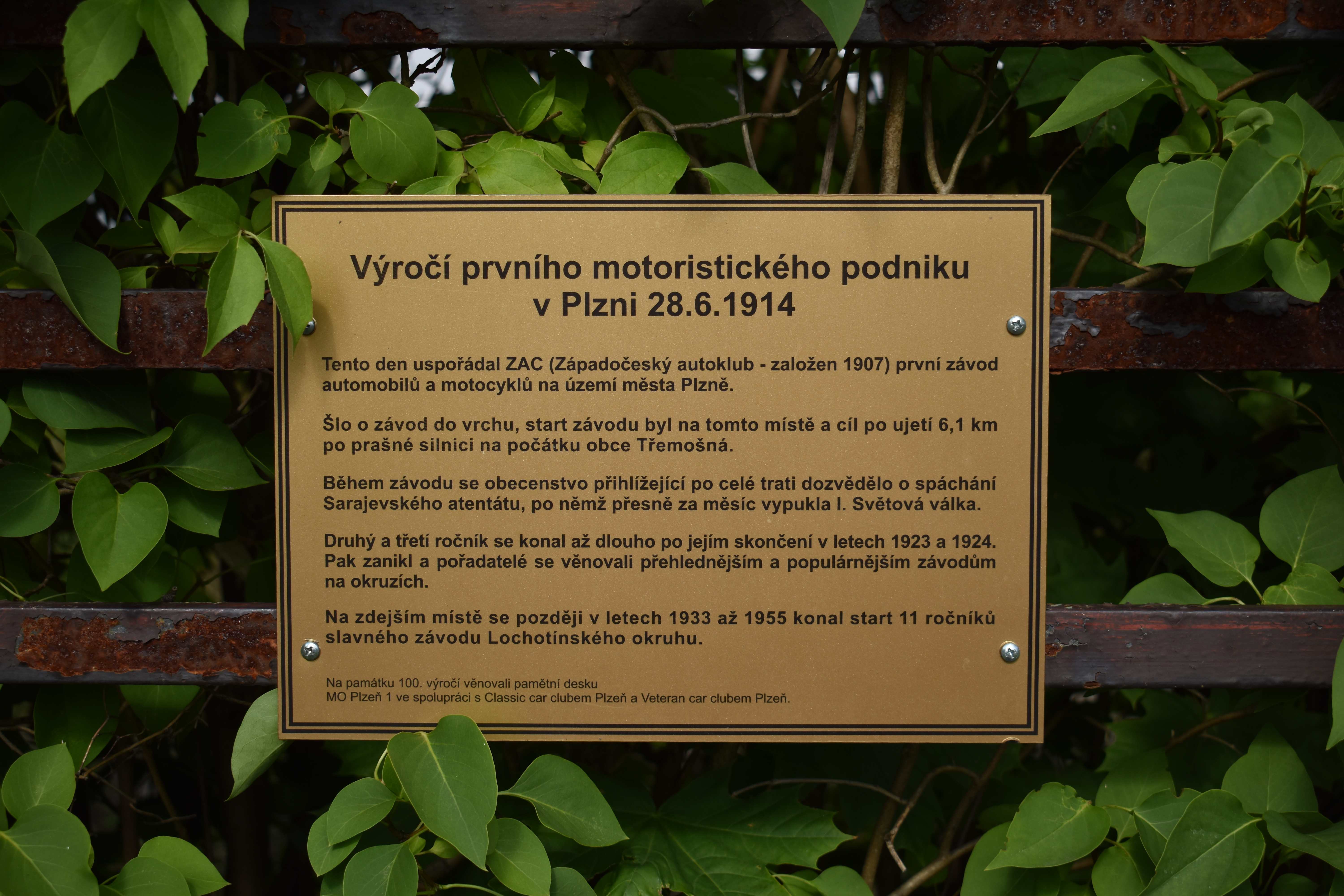
Pamětní deska výročí prvního motoristického podniku 1914-2014, Lochotín-Třemošná

Závod byl obnoven už jako mezinárodní v roce 1923 a zúčastnil se jej mimo jiné i Čeněk Junek na Bugatti T32 Tank (v provedení Grand Prix 1923), který zvítězil v závodních vozech do 2 l v čase 3:43,4 min. V následujícím roce (1924) si zde Eliška Junková zajela svůj první závod v životě jako řidička. Za volantem Bugatti T30 obsadila celkově 4. místo, vyhrála v cestovních automobilech třídu do 2 l a i celou kategorii cestovních vozů. Čeněk Junek předvedl novou bugatku model Bugatti T35. Nejlepšího času dne a traťového rekordu (120,4 km/h) dosáhl hrabě Kinský na Steyru 4,5 l (3:02,4 min) před Junkem na Bugatti (3:11,9) a Knappem na Waltru 0 (3:16,3). Všichni tři startovali v kategorii závodních vozů. Třetím ročníkem historie závodu do vrchu Lochotín-Třemošná skončila. Potom se krátce jezdil okruhový závod motocyklů "Pod Homolkou" (1925). 
Trať Lochotínského okruhu měla start a cíl v Lochotíně. Okruh se nacházel na severním okraji města, ve čtvrti Lochotín a přilehlých obcích Zavadilka, Bolevec a Košutka. Okruh měl délku 4,3 km, převýšení 46 metrů a měl tři různé povrchy (dlažba, asfalt a částečně prašný povrch). Od startu v Lochotíně se jelo 800 metrů s mírným stoupáním k Zavadilce, pak kilometr po asfaltu, dále následovalo 800 metrů prašného povrchu na nejvyšší místo trati u Košutky (na úbočí Silvánského vrchu) a zbytek do cíle byl opět asfalt.

### 1. ročník 1933
První ročník Lochotínského okruhu se uskutečnil 7. května 1933 za pořadatelství plzeňské pobočky Ligy čs. motoristů pod protektorátem městské rady města Plzně. První ročník o čestnou plaketu města Plzně shlédlo 10000 diváků. Mezinárodního závodu se zúčastnilo 39 strojů a 28 závodníků z Anglie, Rakouska, Švýcarska a Československa.  Motocykly do 175 cm³ jely závod na 10 okruhů, což při délce jednoho 4,3 km činilo 43 km. Silnější kategorie do 350 cm³ a do 500 cm³ jely na 15 kol (64,5 km). V motocyklech do 175 cm³ zvítězil o kolo František Brand (Jawa 175) v čase 32:45 min, do 350 cm³ Míťa Vychodil (Velocette) za 44:21 min a v nejsilnější kategorii do 500 cm³ opět František Brand (Jawa 500 OHV) v čase 39:38,5 min v průměrné rychlosti 97,62 km/h. Nejrychlejší kolo zajel v čase 2:33,2 min (101,2 km/h). Na závěrečném večírku president Ligy čs. motoristů Vítězslav Kumpera předal hlavní cenu čestnou plaketu města Plzně Františku Brandovi včetně finanční odměny 1000 Kč.

### 2. ročník 1934

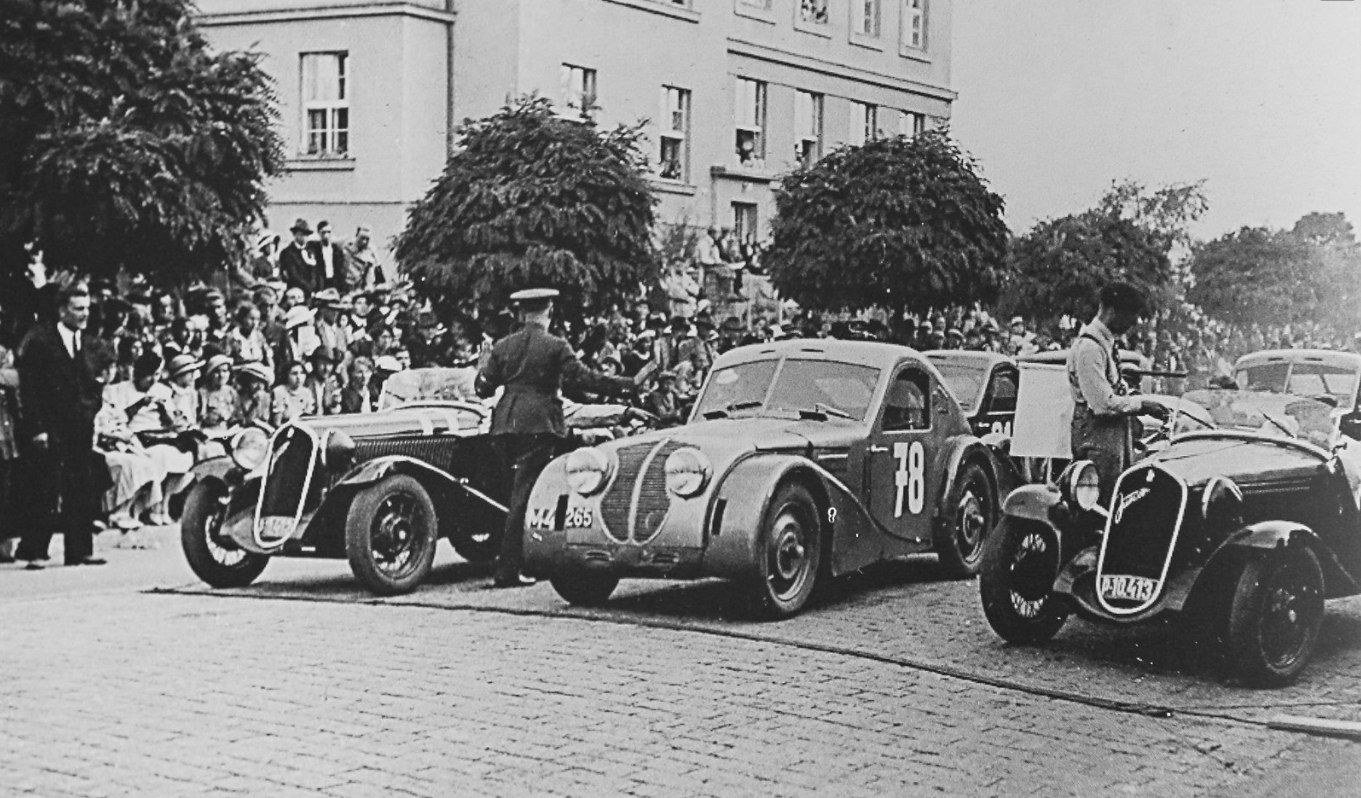
Start v Lochotíně v roce 1934

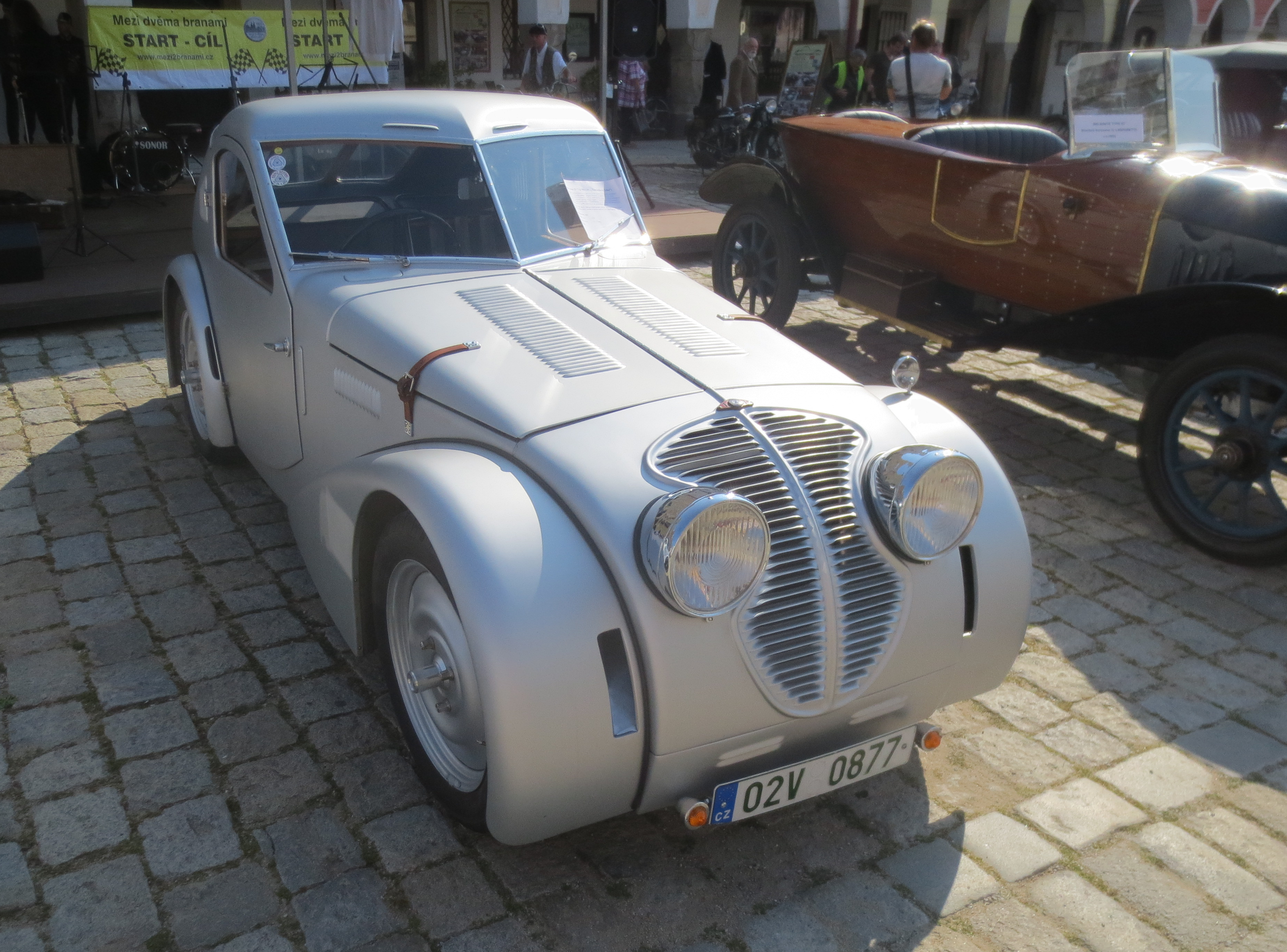
Karel Vlašín zvítězil na Zbrojovce Z 4 "1000 mil" do 1100 ccm (1934)

Na II. ročníku (26. srpna) v Lochotíně startovaly motocykly, sidecary i automobily do 1100 cm³ v šesti samostatných závodech. Oproti roku 1933 byl okruh zlepšen tím, že část státní silnice z Lochotína do Třemošné byla nově vydlážděna žulovými kostkami. Ke startu II. ročníku (na 10 kol, tj. 43 km) se sjelo 11 automobilů a byli to opět oba rivalové tohoto roku: Walter Junior SS a Z 4 Sport v provedení "1000 mil". Startovalo se v zájmu bezpečnosti jednotlivě s časovým odstupem 5 vteřin. Po červnovém vítězství v 1000 mílích opět zvítězil zbrojovácký tým na Zetkách s Karlem Vlašínem na 1. místě. Celý tovární team Čsl. Zbrojovky bezvadně dojel a obsadil první, čtvrté a páté místo. Po odpadnutí Ivana Hodáče (Walter Junior SS) ve 3. kole pro poruchu spojky, čest jinonické továrny zachraňovali Jaroslav Manda 2. místem,  místní "matador" Leo Sabat 3. místem a brněnský soukromník B. Fišer na 6. místě. Amatérský závodník Leo Sabat, zástupce automobilek Walter a Fiat v Plzni, se pro svůj židovský původ stal jednou z obětí holocaustu. V exhibici po závodě nemohl startovat Jindřich Knapp na vítězném Walteru z 1000 mil pro nemoc (žaludeční potíže), přestože ten den ráno trénoval. Startoval tak pouze Jan Kubíček na Bugatti T35, který odjel 5 kol v průměrné rychlosti 97,88 km/h. Obdržel zvláštní cenu, originální korbel Měšťanského pivovaru s přáním, aby byl stále plný pěnivého a řízného Prazdroje.
V úvodním závodě motocyklů do 175 cm³ zvítězil Jiří Bayer na Jawě před Františkem Hladěnou na DKW. V 350 cm³ zvítězil František Juhan, který pak opanoval v nejlepším času dne na Jawě 500 (průměrná rychlost 98,23 km/h) i kategorii do 500 cm³, za což získal zlatou plaketu města Plzně spojenou s odměnou 1000 Kč. Juhan inkasoval i cenu 300 Kč za jízdu se svíčkami Sinterkorund a 200 Kč za použití oleje Speedwell. V posledním závodě dne se utkaly sidecary, kde zvítězil A. Rubner na BMW.

### 3. ročník 1935

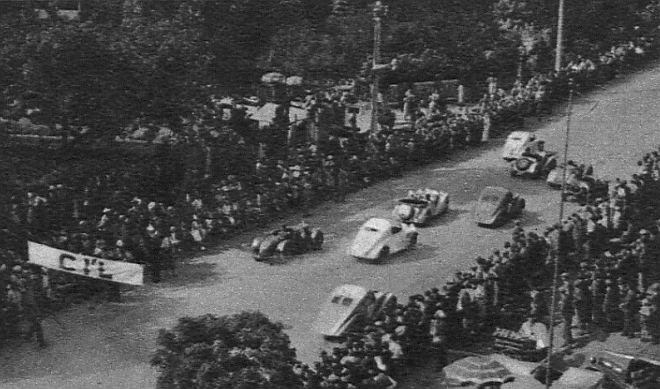
Start závodu sportovních automobilů do 1100 ccm (Lochotínský okruh 1935)

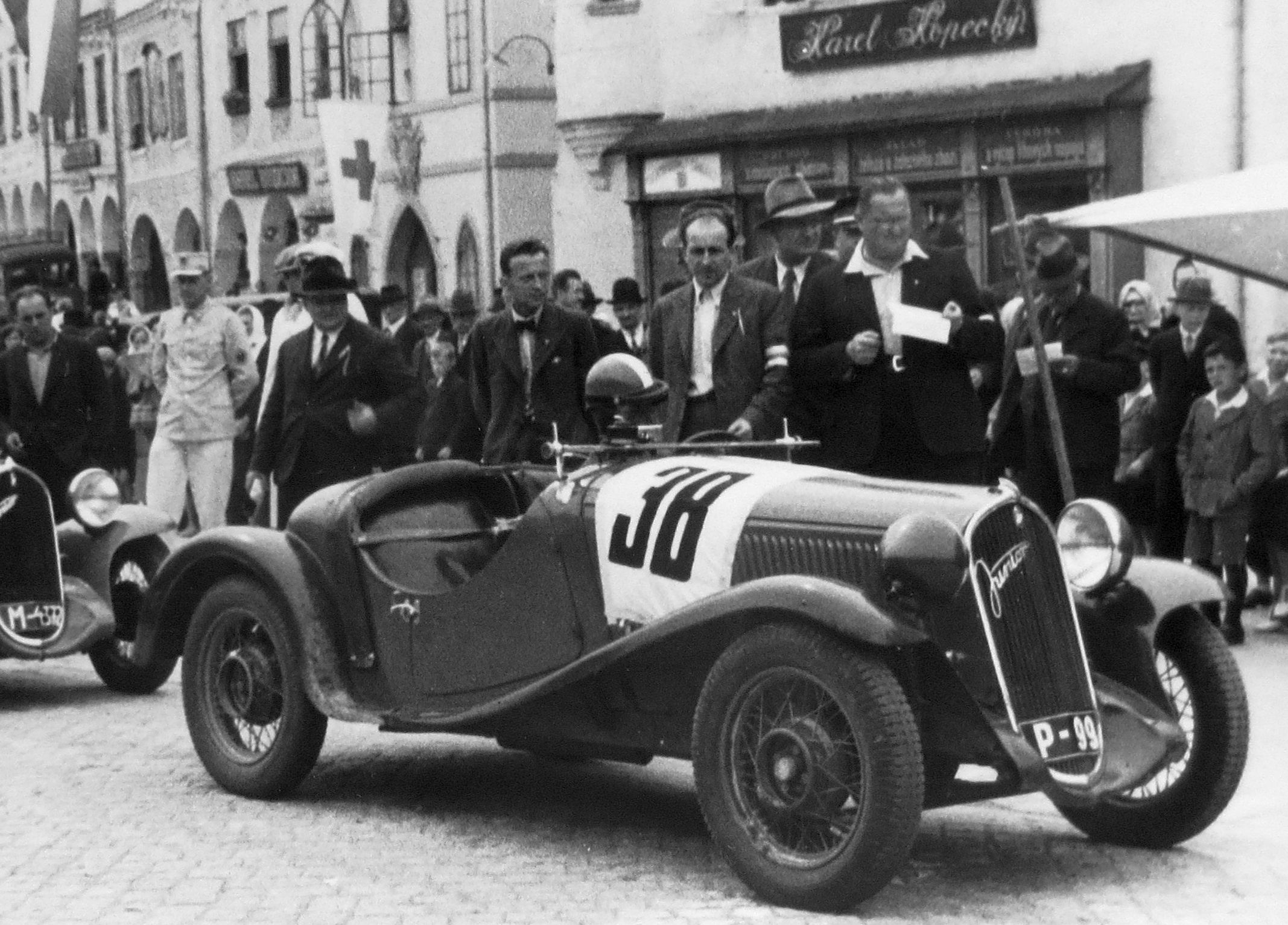
Ivan Hodáč na Walter Junior SS skončil 2. do 1100 ccm (1935)

Závod v III. ročníku (23. června 1935) se uskutečnil v motocyklech na 10 kol ve 3 třídách (do 175 do 350 a do 500 cm³), ve sportovních automobilech byl prodloužen na 15 kol, tj. na 64,5 km a byl opět jakousi dohrou za III. ročník závodu 1000 mil československých. Novou kategorií byl závod závodních automobilů do 1500 na 15 kol a přes 1500 cm³ objemu válců na 20 kol. Všechny závody za přítomnosti 12 000 diváků měly hromadný start.
V motocyklech do 175 cm³ vyhrál J. Bayer na Jawě, do 350 cm³ Richard Dusil na Jawě 350, který na tomto stroji vyhrál i třídu do 500 cm³. Motocykly Jawa tak opanovaly všechny 3 kategorie.
V třídě sportovních vozů do 1100 cm³ i v tomto ročníku byl na startu Ivan Hodáč (Walter Junior SS) a obsadil 2. místo v čase 44:55,1 min za bezkonkurenčním Jiřím Pohlem. A to jej ještě "zpomalila" kolize se Zetkou Z 4 Karla Vlašína, který dojel třetí. Jejich napínavý souboj byl označen přímo jako bezohledný. Několikrát si v průběhu závodu vyměnili pořadí. V této třídě zvítězil ing. Jiří Pohl na anglickém voze MG K3 Magnette s kompresorem. Proti Pohlově kompresoru někteří jezdci této třídy vznášeli protesty (Aero Car Club dokonce start svých vozů odvolal), ale Vítězslav Kumpera (za pořadatele tj. Ligu čs. motoristů) je odmítl s tím, že propozice použití kompresoru nezakazovaly. Junior SS s Ivanem Hodáčem za volantem byl nejrychlejším automobilem čs. výroby v závodě a získal Cenu městské rady plzeňské (umělecká plaketa z křišťálového skla se stylizovaným závodním vozem) za nejlepší čas vozu čs. výroby do 1100 cm³. Jako pátý v této třídě dojel B. Chudoba, rovněž na Walter Junior SS. To jel s vozem Františka Kůrky, který na něm před týdnem smrtelně havaroval při závodě 1000 mil čs.).
Ve třídě závodních vozů do 1500 cm³ zvítězil Antonín Komár na Bugatti T37 v čase 41:25,4 min (93,43 km/h) před J. Benešem na Wikovu 7/28 SS a Bohumilem Fišerem na MG Magnette. V absolutním pořadí v závodních vozech přes 1500 cm³ zvítězil a nejlepšího času dne 39:21,5 (průměrná rychlost 98,5 km/h) dosáhl Jan Kubíček na Bugatti T35 s motorem Ford 2618 cm³, když za sebou nechal Otto Theimera a ing. Wilfrieda Proskowetze (oba rovněž na originálních vozech Bugatti). Většinu závodu sice vedl Zdeněk Pohl s Bugatti T51, ale od 7. kola laboroval se svíčkami a ve 13. kole vzdal pro poruchu zapalování. To ale před tím zajel v 9. kole nejrychlejší kolo závodu v čase 2:29,1 min (103,82 km/h). Jan Kubíček (týden po vítězství v 1000 mil čs.) obdržel čestnou plaketu města Plzně pro nejrychlejšího automobilového jezdce, stříbrný pohár se soškou vítěze od fy. Sojofin, stříbrný pohár nejrychlejšímu jezdci s akumulátorem B.S. (Bratři Svobodové) a pár chromovaných blatníků za jízdu s elektrickým zařízením od fy. Scintilla.

### 4. ročník 1936

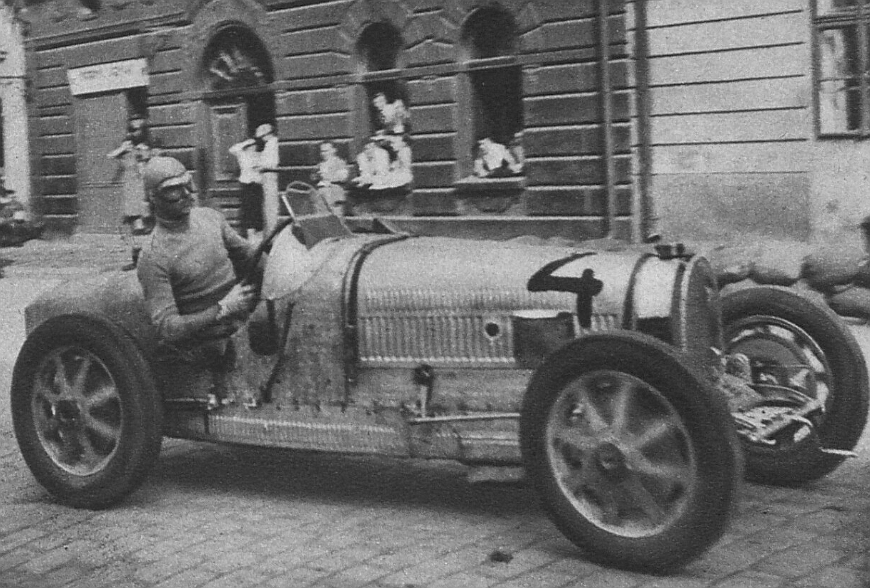
Zdeněk Pohl, absolutní vítěz Lochotínského okruhu (1936-1937)

Největším automobilovým závodem roku v ČSR (Velká cena Masarykova se v roce 1936 nekonala) za účasti 15 000 diváků byl IV. Lochotínský okruh v Plzni, pořádaný plzeňskou skupinou Ligy čs. motoristů 24. května. Motocykly jely v tomto ročníku pouze kategorii do 500 cm³, ve které zvítězil Richard Dusil na Jawě 500 před Lad. Kraupnerem (Norton) a Antonínem Vitvarem na Jawě 350 (vítěz třídy do 350).
V automobilech do 1100 cm³ první místo opět obsadil ing. Jiří Pohl (MG K-3 Magnette) před dr. Pohoreckým na Salmsonu, Karlem Vlašínem na Z 4 a Jaroslavem Křížem na Walter Junioru SS. V třídě do 1,5 l s kompresorem vyhrál Bruno Sojka před Antonínem Komárem a Václavem Vaníčkem (všichni Bugatti), třídu do 1,5 l bez kompresoru vyhrál brněnský Bohumil Fišer na MG Magnette. V kategorii závodních vozů přes 1,5 l s kompresorem (20 kol/86 km) zvítězil Zdeněk Pohl na Bugatti T51 (2,28 l) v čase 49:13,8 min (průměr 104,81 km/h), čímž vytvořil rekord tratě i nejrychlejším kolem v průměrné rychlosti 107,35 km/h (tento rekord již nebyl nikdy překonán) a stal se absolutním vítězem. Druhý skončil ing. W. Proskowecz rovněž na Bugatti. To byli jediní dva závodníci, kteří ze 4 startujících dojeli do cíle. Vítězný Zdeněk Pohl pochopitelně získal nejvíce cen, čestnou plaketu města Plzně, křišťálový pohár fy. Baťa, elektrický stírač zn. Scintilla a stříbrný pohár fy. Bratři Svobodové. Většina traťových rekordů byla překonána, neboť pořadatelé se postarali, aby trať byla vylepšena.

### 5. ročník 1937

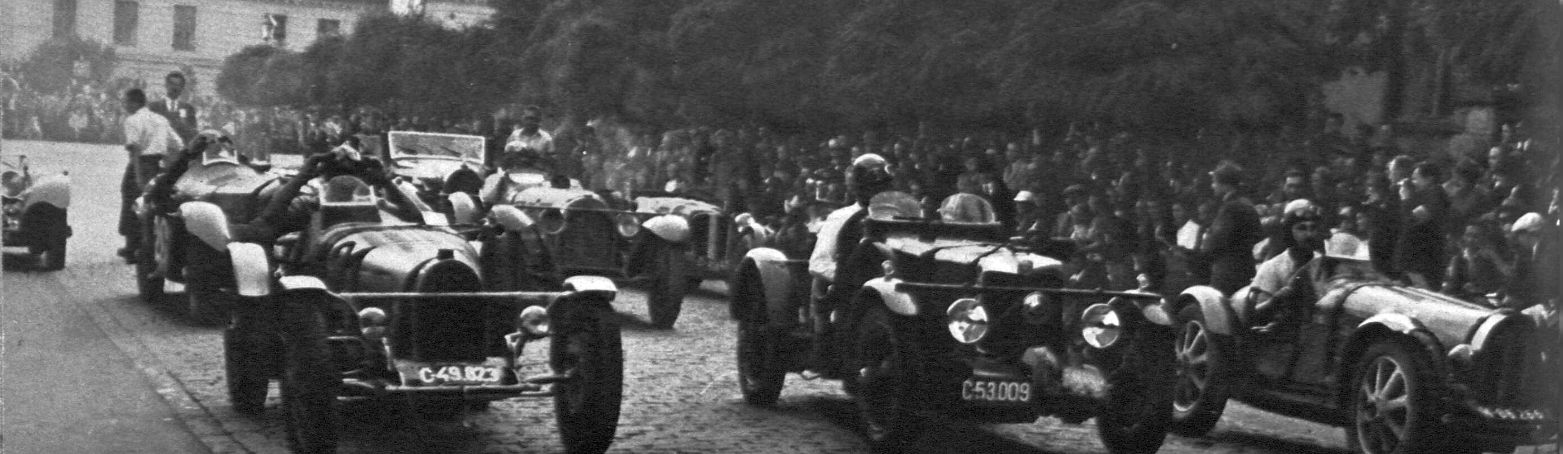
Start závodních automobilů, v první řadě zleva Z. Pohl, J. Pohl a B. Sojka (Lochotínský okruh 1937)

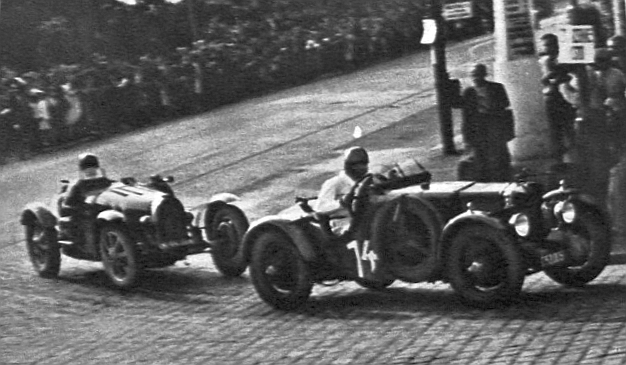
Jiří Pohl na MG před Bugatti (Lochotínský okruh 1937)

Podle místních činovníků sportovní komise AKRČs. v Praze tomuto závodu nepřála, protože každoročně museli pořadatelé svádět velké půtky o termín závodu. Svůj vliv měla i skutečnost, že Liga Motoristů - Čsl. Touring Clubu nebyla přidruženým členem AKRČs. V roce 1937 původně ohlášený termín 23. května nebyl prosazen, proto byl závod přeložen na konec prázdnin, na 29. srpna. V motocyklech do 250 cm³ sváděli boj o vedení Vitvar, Dusil na Jawách, Vlk na Ogaru a Mrázek na Velocette. Po odpadnutí R. Dusila pro poruchu stroje zvítězil Antonín Vitvar na Jawě a dosáhl nejlepšího času dne 28:21,5 min. Nejlepší kolo Vitvara 2:40,1 min (96,66 km/h) bylo novým rekordem třídy. V motocyklech přes 250 cm³ ze 14 startujících nejlépe závod zvládl Antonín Vitvar na Jawě 600 v rekordním čase 25:39,3 min (100,1 km/h) a také v nejrychlejším kole 2:30,1 min (103,2 km/h).
Nejslabší třídu automobilů bez kompresoru do 1100 cm³ vyhrál dr. Václav Pohorecký na Salmsonu (15 kol/64,5 km) o necelých 12 vteřin před J. Horákem na Walter Junioru SS. Čas vítěze 44:16,9 min byl rekordem třídy (87,39 km/h). Závod byl oproti minulým letům obsazen slaběji (dokončili jej pouze 3 jezdci ze 6 startujících), protože se nezúčastnili tovární jezdci (firmy Walter a Zbrojovka ukončily výrobu automobilů).
Závodní automobily do 1500 bez kompresoru a přes 1500 cm³ s a bez kompresoru jely společný závod na 20 kol/86 km. Aby se vyrovnaly rozdíly v objemech a "kompresorech" byl závod odjet ve formě handicapů, nicméně vítězové byli vyhlášení samostatně za jednotlivé skupiny. V první řadě na roštu stáli bratři Pohlové a Bruno Sojka. S kompresorem do 1500 ccm zvítězil Václav Vaníček na Bugatti T37A před Jiřím Pohlem na MG K-3 Magnette, přes 1500 ccm bez kompresoru Jan Kubíček na Bugatti-Ford. S kompresorem přes 1500 ccm vyhrál Zdeněk Pohl (Bugatti T51), který se stal i absolutním vítězem závodů. Bruno Sojka na Bugatti, který v prvních třech kolech jel střídavě na 2. a 3. místě, ve 4. kole vzdal. Všichni první 3 jezdci na Bugatti ve společném závodě dosáhli času v rozmezí jedné minuty: Pohl 53:19,6 min, Kubíček 54:19,7 min a Vaníček 54:23,9 min (dostali za svůj výkon finanční odměnu po 1000 Kč). První čtyři kola vedl Zdeněk Pohl, pak ale pro defekt klesl na 4. místo a ještě později na předposlední místo. Jel však skvěle a v 17. kole byl opět v čele a dojel do cíle jako první. Druhý dojel Jan Kubíček, přestože vedl 12 kol tj. více než polovinu závodu. Na dalších místech podle časů skončili 3. V. Vaníček (Bugatti), 4. F. Jánský (Aero 50), 5. ing. W. Proskowecz (Bugatti) a 6. J. Pohl (MG). Zdeněk Pohl zajel rekordní kolo v čase 2:19,7 min (110,9 km/h). 
Večer po závodě se konal v Měšťanské besedě přátelský večírek s rozdílením cen. Pohl získal hlavní cenu - čestnou plaketu města Plzně II. stupně pro tělovýchovu a sport, křišťálový pohár věnovaný firmou Baťa, elektrický klakson od firmy Scintilla a el. akumulátor od firmy Bratři Svodové. Dalšími oceněnými byli Antonín Vitvar, Václav Vaníček a K. Kadlec (nejlepší závodník z Plzně).

### 6. ročník 1938
Poslední předválečný ročník se konal 28. srpna 1938 na 23 kol/98,9 km. Byl nejvýznamnější čs. okruhový závod (společně Krakonošovým okruhem), protože Velká cena Masarykova v Brně se v roce 1938 nekonala. Poprvé jako samostatný závod byla kategorie motocyklových juniorů. Mladý Zdeněk Treybal obsadil v třídě do 175 ccm na stroji ČZ 4. místo. Ve stejné třídě do 175 ccm seniorů zvítězil J. Simandl na Jawě. V třídě seniorů nad 250 ccm tradičně zvítězil Antonín Vitvar na Jawě.
V automobilech se jely dva závody. V kategorii sportovních automobilů do 1,1 l nejlépe odstartoval Kraucher na Jiskře, ale ve 2. kole zůstal v Bolevci stát pro poruchu motoru. Vedení převzal Formánek na Aeru a vedl až do 8. kola, kdy ho předjel Dr. Pohorecký na Salmsonu. Ten také po 10 kolech zvítězil před Formánkem a Uherem (oba Aero 30). Za nimi dojel L. Kubeš na Walteru Junioru SS.
Nejzajímavějším závodem byla společná jízda automobilů do a přes 2000 ccm na 23 kol tj. 99 km. Od startu se ujal vedení Kubíček (přes 2000 ccm) následován Sojkou a Schmidtem. V pátém kole (jako obvykle na tomto okruhu) odpadl Sojka a ve vedení se střídali Kubíček se Schmidtem, na které se dotahoval Komár. Oba vedoucí jezdci postupně vzdali, Kubíček v 15. a Schmidt v 16. kole. Schmidt zajel nejrychlejší kolo závodu v čase 2:28,6 min (104,13 km/h). Závod do 2000 před 10 000 přihlížejícími diváky vyhrál Antonín Komár na Bugatti v čase 1:00,31,2 h před V. Vaníčkem na Bugatti a L. Mikulou na Aeru 50. V automobilech přes 2000 ccm startoval jediný vůz Bugatti-Ford Jana Kubíčka, který však v 15. kole odpadl.
Plánovaný 7. ročník na 17. září 1939 se již neuskutečnil.

### 7.-11. ročník 1947, 1949, 1953–1955
Po 2. světové válce se jelo celkem 5 ročníků pořádaných Autoklubem Plzeň, později od roku 1953 místní pobočkou organizace Svazarm. Závody byly vypsány pouze pro motocykly s výjimkou ročníku 1949, kdy startovaly i sportovní automobily. První závod po válce se konal v roce 1947 (31. srpna, 7. ročník). Na 29. srpna 1948 byl plánován 8. ročník, ale ten se v tomto termínu neuskutečnil. 

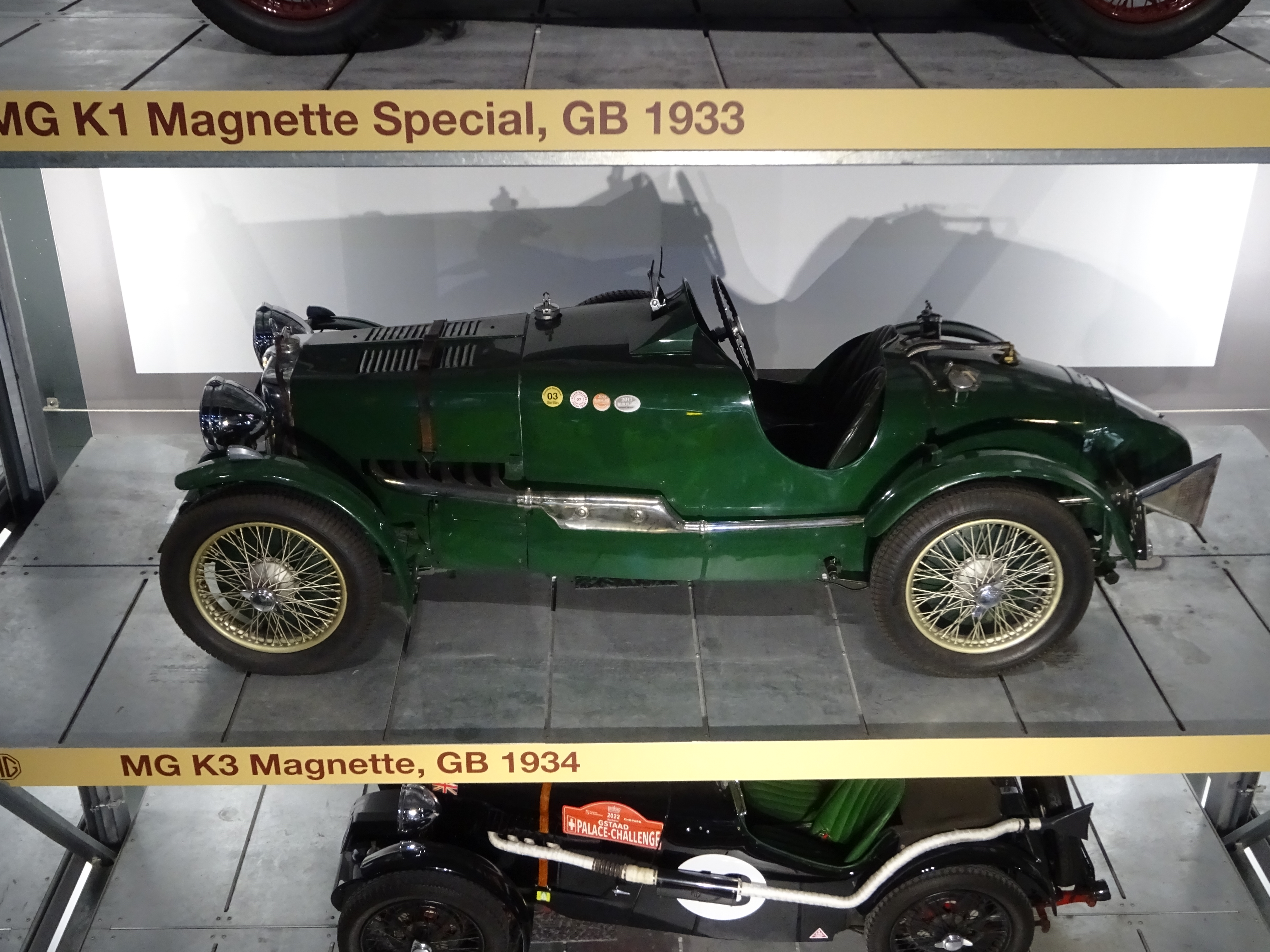
MG K-3 Magnette, na tomto typu vyhrál třídu do 1,1 l na Lochotínském okruhu Jiří Pohl v roce 1935 a se silnějším motorem i o 14 let později (1949)

V 8. ročníku konaném 27.-28. srpna 1949 se jely 3 závody automobilů, vždy na 10 kol. Již v sobotu ve sportovních vozech juniorů do 1100 ccm zvítězil Jaroslav Vlček na monopostu Magda II 1089 ccm před Jaroslavem Jonákem na Aero 30 S a Vaclavem Polakem (USA) na Fiatu 1100 ccm. V neděli, kdy závodům přihlíželo více než 50 000 diváků, se odjely třídy do 750 a do 2000 ccm. V třídě do 2000 ccm zvítězil ing. Jiří Pohl (MG K-3 Special), který zvítězil v čase 25:39,5 min (v průměrné rychlosti 100,5 km/h) a stal absolutním vítězem závodů, před ing. Františkem Dobrým (Frazer Nash). Ve "slabší" třídě zvítězili domácí jezdci z Plzně: František Sutnar před Ottou Krattnerem (oba na Aero Minor Sport), úspěšní to účastníci na slavném závodě 24 hodin Le Mans. V červnu 1949 posádka Krattner-Sutnar v Le Mans obsadila první místo ve třídě 501–750 cm3 a 15. v celkové klasifikaci. V hodnocení podle tzv. koeficientu výkonnosti skončili Otto Krattner s Františkem Sutnarem na 2. místě. Tím dosáhli v tomto závodě největšího úspěchu v historii československých sportovních automobilů.
Zániku okruhu přispěli pořadatelé, kteří jen s velkými obtížemi zvládali početnou diváckou účast a také dvě smrtelné nehody. Anglický jezdec Norman Croft na stroji A.J.S. 350 smrtelně havaroval v 28. srpna 1949 (8. ročník) a druhá smrtelná nehoda se stala československému reprezentantovi, továrnímu jezdci Jawy, 42letému Janu Novotnému z Prahy 17. května 1953 (9. ročník). Poslední dva ročníky (1954-1955) se jely jako Memoriál Jana Novotného.

### Výsledky automobilů
| Ročník | Datum      | Délka trati | Vítěz         | Vůz     | Čas         | Rychlostní průměr |
| 2      | 1934-08-26 | 43 km       | Karel Vlašín  | Z 4     | 29:48,3 min | 86,6 km/h         |
| 3      | 1935-06-23 | 64,5 km     | Jan Kubíček   | Bugatti | 39:21,5 min | 98,5 km/h         |
| 4      | 1936-05-24 | 86 km       | Zdeněk Pohl   | Bugatti | 49:13,8 min | 104,8 km/h        |
| 5      | 1937-08-29 | 86 km       | Zdeněk Pohl   | Bugatti | 53:19,6 min | 96,5 km/h         |
| 6      | 1938-08-28 | 98,9 km     | Antonín Komár | Bugatti | 1:00:31,2 h | 91,0 km/h         |
| 8      | 1949-08-28 | 43 km       | Jiří Pohl     | MG K-3  | 25:39,5 min | 100,5 km/h        |

## Jízda historických vozidel okolím Plzně
Na závody na Lochotínském okruhu a na méně pompézní podnik Plzeňský trojúhelník (1956-7) navazuje Veteran Car Club Plzeň. VCC Plzeň od svého založení v roce 1972 uspořádal několik veteránských soutěží. Jízda do vrchu Bolevec – Košutka, 100 zatáček okolím Plzně, Lochotínský okruh a další. Největšího počtu pokračování se dočkal závod „Radyně“, který se přejmenoval na Jízdu historických vozidel (HV) okolím Plzně. V roce 2020 se měl konat již 31. ročník Jízdy HV okolím Plzně, ale kvůli "kovidu" se tento ročník zrušil resp. odsunul na další rok. V roce 2024 se uskutečnila již 34. jízda historických vozidel okolím Plzně (25. 5. 2024) a následně 8. 9. 2024 i Vzpomínková jízda 100. výročí prvního závodu Elišky Junkové (1924).